# Spaanse Furie (Mechelen)

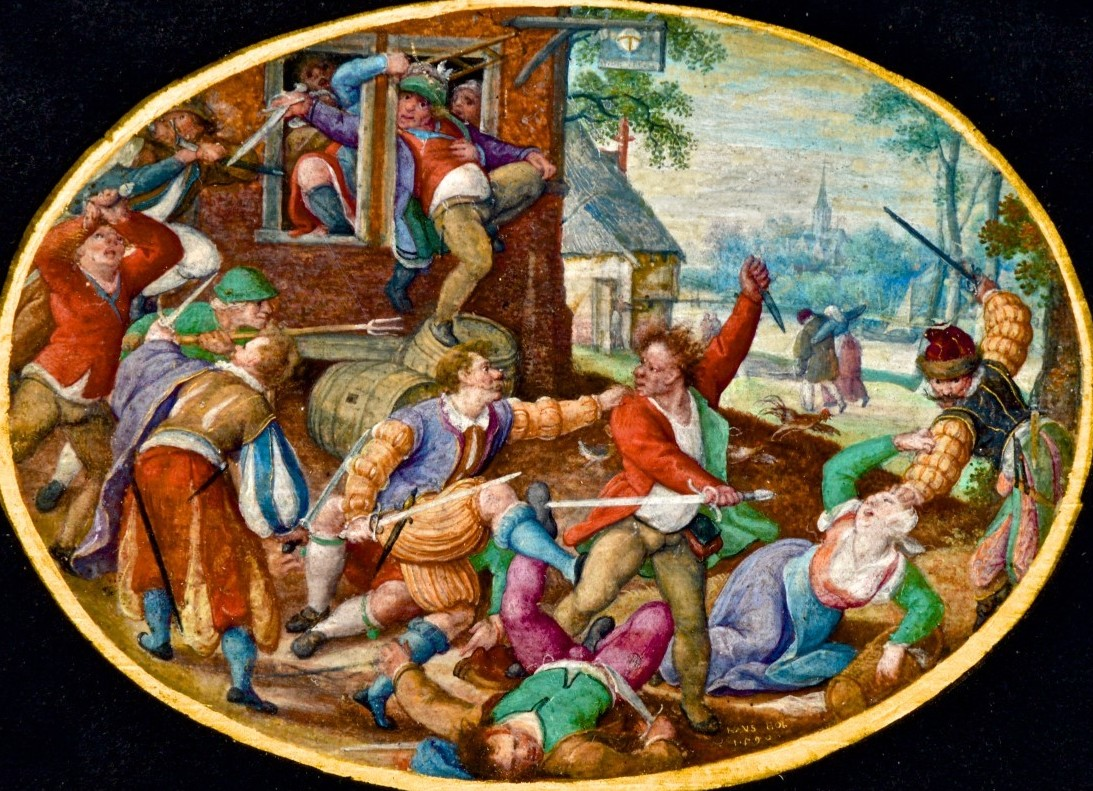
De Spaanse Furie weergegeven door Hans Bol in 1590. Hij maakte haar zelf mee.

De Spaanse Furie in Mechelen of plundering van Mechelen verwijst naar de gewelddadige inname en plundering van de stad Mechelen van 2 oktober tot 5 oktober 1572.

## Aanloop
Op 29 augustus had Mechelen de poorten geopend voor Geuzen die namens Willem van Oranje bij zijn tweede invasie de stad kwamen bezetten. Willem van Oranje zelf arriveerde daar op 18 september. Deze plaatste een klein garnizoen binnen de stad. Dat bestond uit driehonderd man voetvolk en vijfhonderd ruiters onder leiding van Bernard van Merode. Willem van Oranje vertrok na vijf dagen weer en vervolgde zijn weg naar Dendermonde. Een maand lang was Mechelen onder calvinistisch bestuur. De Hertog van Alva en zijn zoon Don Frederik waren in juli een tegenoffensief begonnen om de opstandige steden te heroveren. Na Valencijn (augustus), Leuven en Bergen te hebben heroverd, stelde Alva zijn zoon aan om een strafcampagne tegen de overgebleven steden te beginnen. Don Frederik startte zijn veldtocht vanuit Brussel en ging als eerste op Mechelen af. Merode had besloten dat zij niet in staat zouden zijn om weerstand te kunnen bieden tegen zo'n grote overmacht. Op 1 oktober verliet Merode met zijn bezetting de stad, gevolgd door duizenden burgers. Op 2 oktober zetten tegenstanders van Oranje op hun beurt de stadspoorten open voor de Spaanse troepen van Don Frederik. Ondanks deze overgave spaarden de Spanjaarden de Mechelaars niet, omdat Don Frederik een voorbeeld wilde stellen voor de opstandige steden. Zij gingen zich te buiten aan moorden, plunderingen en andere gruweldaden, die in Mechelen de geschiedenis ingingen als de Spaanse Furie.

## Plundering
Toen Alva op 2 oktober voor de poorten van Mechelen stond hoorde hij de burgers psalmen zingen. Hij besloot dit te negeren. De soldaten mochten vrij hun gang gaan, daarmee wilde Alva een voorbeeld stellen en afval van andere steden voorkomen. De soldaten hadden immers al een lange tijd geen soldij meer ontvangen. Zij hadden in Bergen ook al niet mogen plunderen.
De plundering duurde drie dagen en drie nachten lang. Niemand werd ontzien, mensen werden ondersteboven opgehangen, vrouwen verkracht. Zieken en stervenden werden van hun bed gelicht. Tijken van de matrassen werden in stukken gesneden, om te zien of er geen geld in verstopt was. Alva dacht dat hij een godsoordeel uitvoerde over de stad. Hij vond dat zij zelfs strenger gestraft hadden moeten worden. Hij werd daarin echter veroordeeld door de meest overtuigde koningsgezinden en Filips II zelf.

## Nasleep
Tevergeefs smeekte men Alva om de plunderingen en de onmenselijkheden te staken. Ondanks het feit dat men in die tijd wel wat gewend was op het gebied van plunderingen, baldadigheden en verwoesting, beweerden sommigen dat het optreden van Alva de Spaanse zaak een groot nadeel had gebracht. Het Spaanse leger werd flink uitgedund na de plundering. Veel soldaten verlieten het leger, overladen met buit. Later zouden de steden Zutphen, Naarden en Haarlem eenzelfde lot ondergaan.